# 热蒙
热蒙（法語：Jeumont，法語發音：[ʒømɔ̃]），法国北部城市，上法兰西大区诺尔省的一个市镇，隶属于埃尔普河畔阿韦讷区，其市镇面积为10.21平方公里，2022年1月1日时人口数量为10,273人，在法国城市中排名第978位。
热蒙位于诺尔省东部，桑布尔河畔，其东侧和北侧与比利时接壤，是莫伯日的一个卫星城，近现代因起源于当地的同名电气制造商而闻名。

## 地名来源
根据当地官方网站的论述，“Jeumont”一名最初于868年以“Jovis Mons”的形式被记载，意为“朱庇特之山”。

## 历史

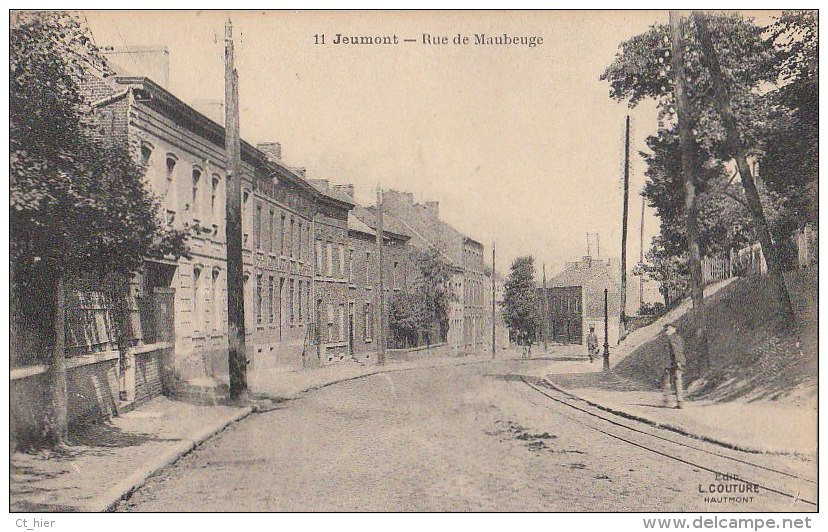
20世纪初的热蒙街道

热蒙的早期历史尚不清楚。根据当地官方网站的论述，热蒙始建于中世纪中期，该区域当地曾有一座建于公元7世纪以前的城堡，后于13世纪被巴尔邦松领主继承。热蒙镇中心的教堂于1454年建成。法国大革命后，热蒙成为诺尔省的一个市镇。1794年，热蒙城堡及教堂在奥属尼德兰与法兰西共和国军队的一场交战中被毁。直至19世纪初，热蒙尚为一个只有六百余人口的普通农业聚落。工业革命期间，热蒙所处的桑布尔河谷及北部-加来海峡地区因煤矿及钢铁而兴盛，热蒙境内出现了玻璃厂，并一度发展成为欧洲最重要的玻璃制造基地之一，连接热蒙的铁路则于1854年建成。19世纪末，热蒙境内又相继出现了有色金属加工、钢铁及纺织等工业部门，热蒙电气工程集团于1906年成立。得益于工业的发展，热蒙的人口数量快速增加。1928年，热蒙教堂恢复重建。二战后，受到国际经济及能源危机的影响，热蒙地区的多处厂矿破产，其中电气工程集团于1964年破产重组成立热蒙-施耐德并迁址巴黎地区，而热蒙纺织厂则于20世纪70年代关闭。

## 地理

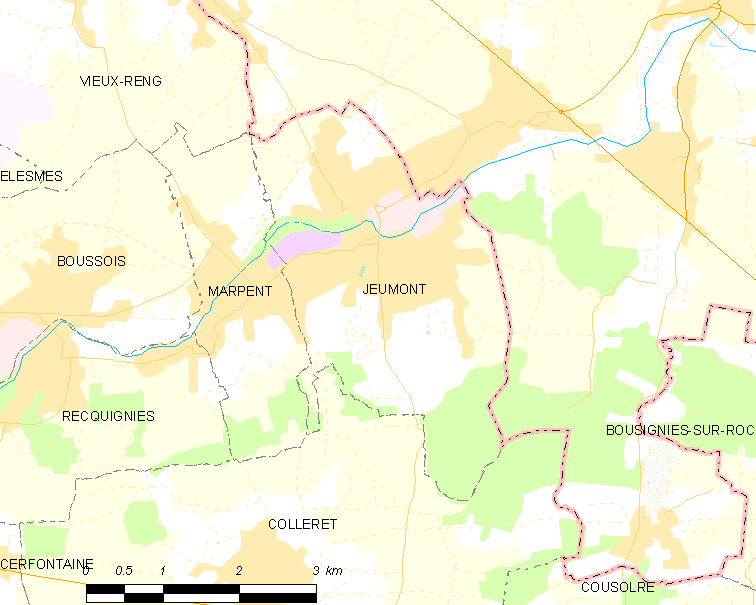
热蒙市镇范围地图

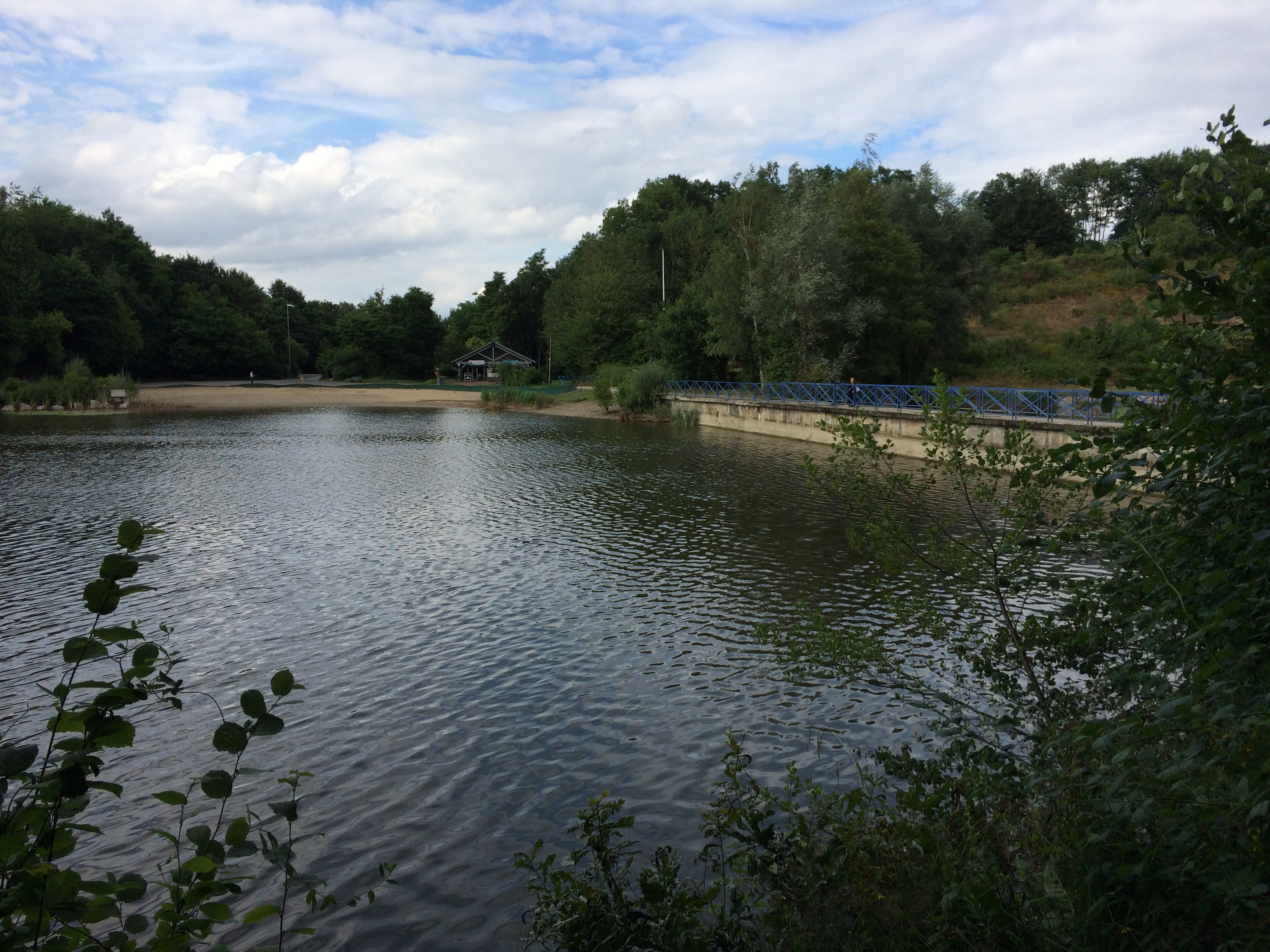
瓦蒂萨尔溪上的湖泊

热蒙位于法国北部，上法兰西大区东北部和诺尔省东部，距离省会里尔大约98公里。与热蒙接壤的法国市镇包括马尔庞和科勒雷。

### 地形
热蒙位于北部-加来海峡地区东侧，桑布尔河谷腹地，境内以平原为主，市镇中心地势较为平坦，整体地势自桑布尔河向两侧缓慢抬升，全境海拔在122到201米之间。

### 水文
桑布尔河干流自西向东流经热蒙镇中心，其右岸支流瓦蒂萨尔溪（ruisseau de Watissart）在此与其交汇，后者流经一处因大理石开采挖掘后遗留形成的矿坑，被河水填满后成为一处湖塘。

### 植被
热蒙属于温带阔叶混交林区，市镇范围最南端为热蒙树林（Bois de Jeumont），此外林地亦广泛分布于河流附近。
在鲜花城市的评比中，热蒙被评为2星级鲜花城市。

### 气候
热蒙在柯本气候分类法中属于温带海洋性气候（Cfb）。
距离热蒙最近的常年气象站位于莫伯日境内，以下为该气象站的数据（其中日照数据取自里尔）：
| 莫伯日 1981年－2019年 | 莫伯日 1981年－2019年 | 莫伯日 1981年－2019年 | 莫伯日 1981年－2019年 | 莫伯日 1981年－2019年 | 莫伯日 1981年－2019年 | 莫伯日 1981年－2019年 | 莫伯日 1981年－2019年 | 莫伯日 1981年－2019年 | 莫伯日 1981年－2019年 | 莫伯日 1981年－2019年 | 莫伯日 1981年－2019年 | 莫伯日 1981年－2019年 | 莫伯日 1981年－2019年 |
| 月份                  | 1月                   | 2月                   | 3月                   | 4月                   | 5月                   | 6月                   | 7月                   | 8月                   | 9月                   | 10月                  | 11月                  | 12月                  | 全年                  |
| --------------------- | --------------------- | --------------------- | --------------------- | --------------------- | --------------------- | --------------------- | --------------------- | --------------------- | --------------------- | --------------------- | --------------------- | --------------------- | --------------------- |
| 历史最高温 °C（°F）   | 15 (59)               | 18 (64)               | 21.6 (70.9)           | 29.5 (85.1)           | 32 (90)               | 33.5 (92.3)           | 35.5 (95.9)           | 37.5 (99.5)           | 31.5 (88.7)           | 25.6 (78.1)           | 19.5 (67.1)           | 17 (63)               | 37.5 (99.5)           |
| 平均高温 °C（°F）     | 5.8 (42.4)            | 6.9 (44.4)            | 10.6 (51.1)           | 14.2 (57.6)           | 18.7 (65.7)           | 21.3 (70.3)           | 23.6 (74.5)           | 23.7 (74.7)           | 19.8 (67.6)           | 15.5 (59.9)           | 9.5 (49.1)            | 6.6 (43.9)            | 14.7 (58.5)           |
| 日均气温 °C（°F）     | 3.2 (37.8)            | 3.7 (38.7)            | 6.7 (44.1)            | 9.4 (48.9)            | 13.6 (56.5)           | 16.2 (61.2)           | 18.5 (65.3)           | 18.4 (65.1)           | 15.1 (59.2)           | 11.5 (52.7)           | 6.5 (43.7)            | 4.2 (39.6)            | 10.6 (51.1)           |
| 平均低温 °C（°F）     | 0.6 (33.1)            | 0.6 (33.1)            | 2.8 (37.0)            | 4.6 (40.3)            | 8.6 (47.5)            | 11.1 (52.0)           | 13.4 (56.1)           | 13.1 (55.6)           | 10.3 (50.5)           | 7.6 (45.7)            | 3.6 (38.5)            | 1.7 (35.1)            | 6.5 (43.7)            |
| 历史最低温 °C（°F）   | −17.5 (0.5)           | −13.7 (7.3)           | −7.5 (18.5)           | −5.7 (21.7)           | −1 (30)               | 1.9 (35.4)            | 6.5 (43.7)            | 5 (41)                | 2.4 (36.3)            | −5 (23)               | −11.5 (11.3)          | −11 (12)              | −17.5 (0.5)           |
| 平均降水量 mm（）     | 81.1 (3.19)           | 64.7 (2.55)           | 80.8 (3.18)           | 54.7 (2.15)           | 70.9 (2.79)           | 79.1 (3.11)           | 71.2 (2.80)           | 73.1 (2.88)           | 61.8 (2.43)           | 79.5 (3.13)           | 78.8 (3.10)           | 85.1 (3.35)           | 880.8 (34.68)         |
| 月均日照時數          | 65.5                  | 70.7                  | 121.1                 | 172.2                 | 193.9                 | 206                   | 211.3                 | 199.5                 | 151.9                 | 114.4                 | 61.4                  | 49.6                  | 1,617.5               |
| 来源：infoclimat.com  |                       |                       |                       |                       |                       |                       |                       |                       |                       |                       |                       |                       |                       |

## 行政区划
热蒙的市镇编号为59324，邮政编号为59460。
在行政管理方面，热蒙隶属于法国上法兰西大区诺尔省埃尔普河畔阿韦讷区；在地方选举方面，热蒙隶属于莫伯日县，其市镇范围全境被划入诺尔省第三选区；在社会管理方面，热蒙是莫伯日-桑布尔河谷城市圈公共社区的组成部分。
截至2024年3月，热蒙市镇范围内的朗布尔松中心（Centre Lambreçon）街区为城市政策优先街区，该区域实行街区自治制度。
法国国家统计与经济研究所（简称）在进行数据统计时，将热蒙及相邻的另外21个市镇设为莫伯日城市核心区，并将包括核心区在内的周边共55个市镇划为莫伯日城市区。自2020年起，莫伯日城市区被包含65个市镇的莫伯日城市辐射区代替。此外，还将热蒙市镇分为了6个“块区”（IRIS），以便于统计人口分布情况。

## 交通

### 公路
北部省省道D649线、D959线和D963线在热蒙境内交汇。上法兰西大区下属的诺尔省城际客运985线经停热蒙，可通往索尔堡、埃斯特吕德等地。
| 22a | 44 |

| 里尔 | 98 |

| 瓦朗谢讷 | 49 |

| 莫伯日 | 12 |

2020年，69.3%的热蒙家庭拥有至少一辆私人汽车。2021年，热蒙境内共发生各类交通事故1起，造成1人重伤。

### 铁路

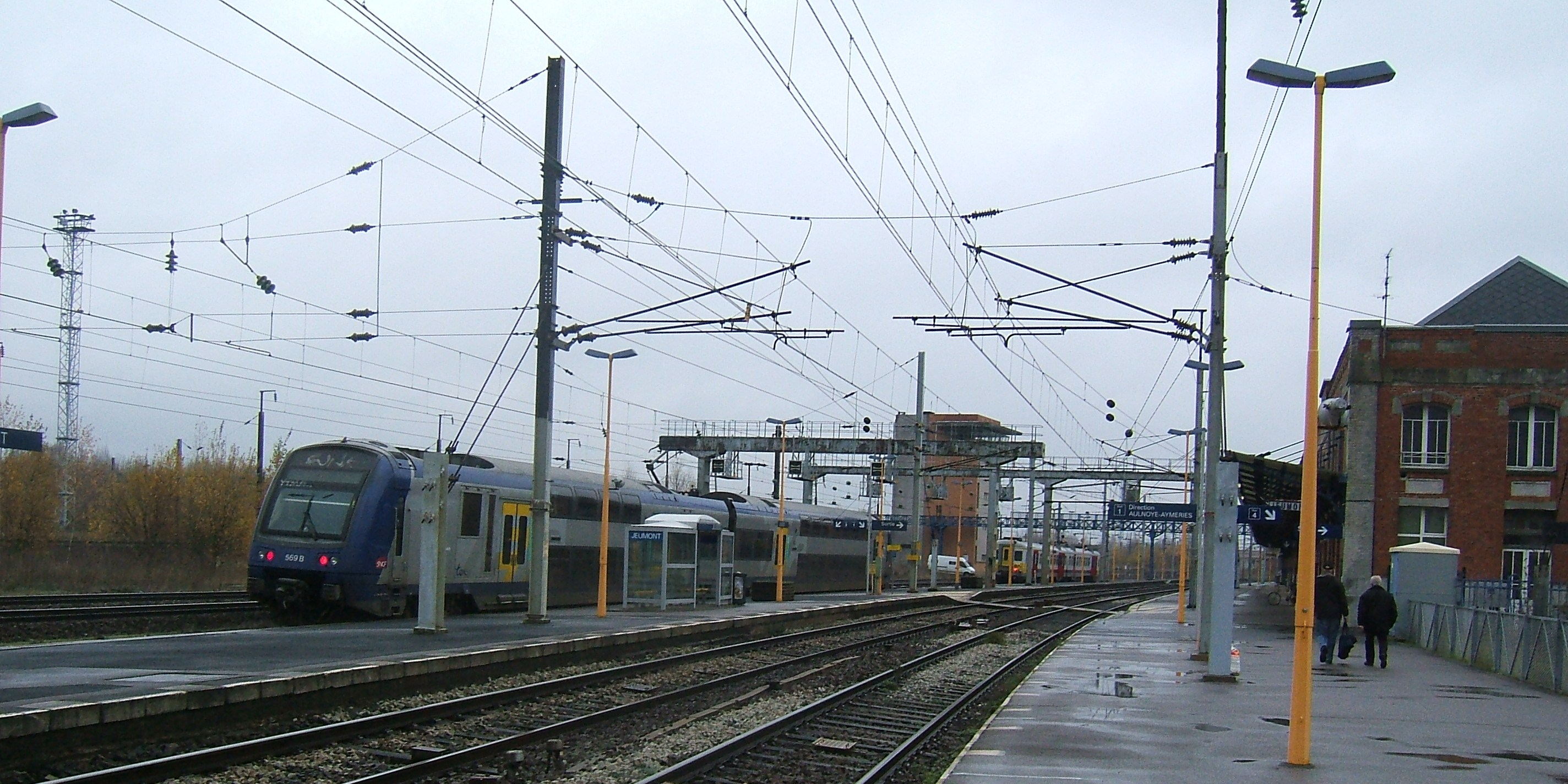
热蒙火车站内的股道

热蒙位于克雷伊－热蒙铁路与比利时国家铁路130A线交汇处。热蒙站位于市区西部，停靠前往里尔及瓦朗谢讷方向的区域列车。

### 航空
热蒙距离布鲁塞尔南部-沙勒罗瓦机场的公路里程大约47公里。

### 城市公共交通
热蒙是莫伯日城市公共交通（商业名称为）的服务覆盖范围。截至2024年3月，该系统共包括十余条公交线路，其中公交A线、55路和周日线61路经过并停靠热蒙市区。

## 政治

### 市政内阁

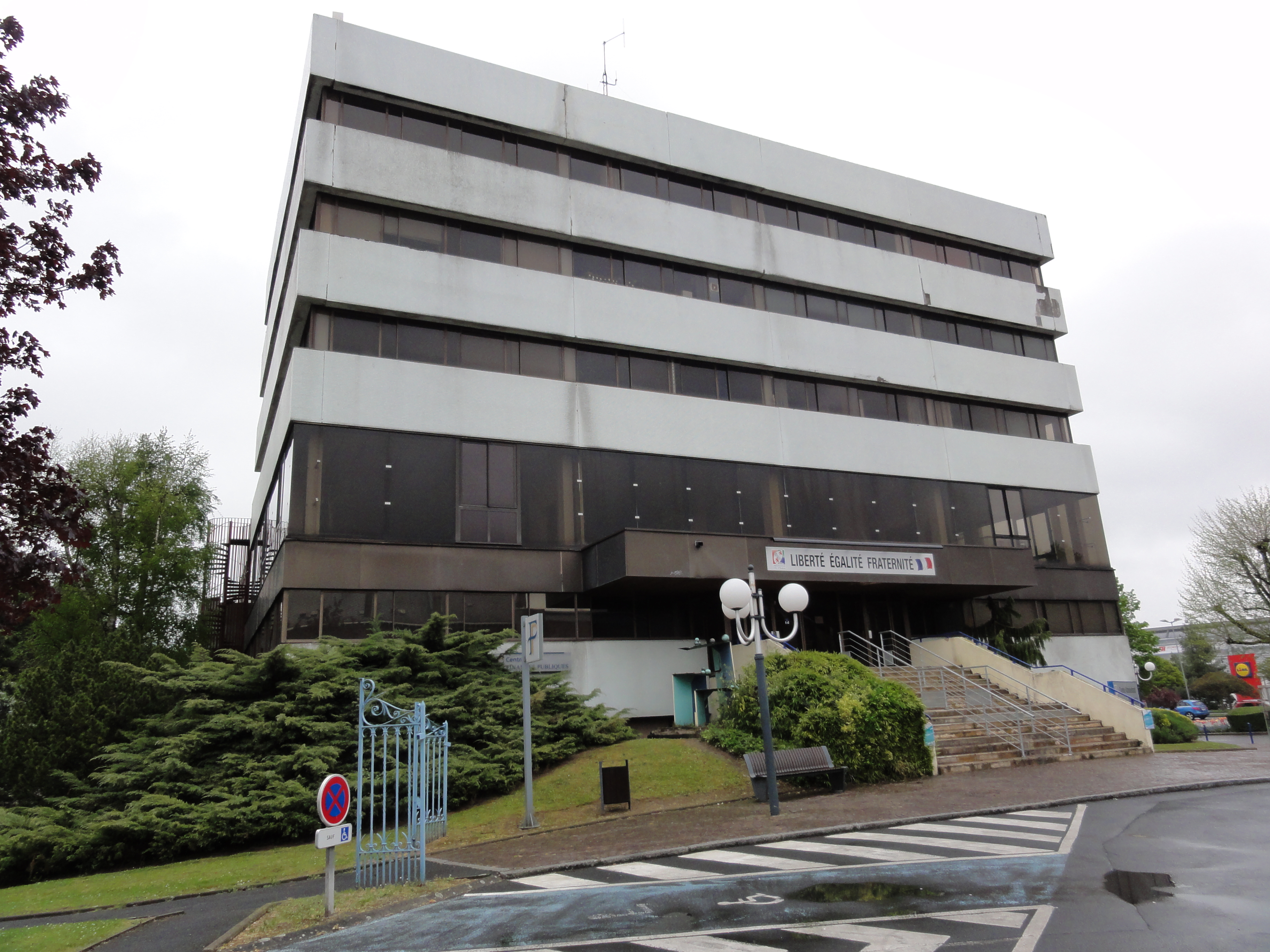
热蒙市政厅

热蒙的现任市长为帕斯卡·奥里先生(Pascal ORI），他是一名左翼无党派人士，自2022年6月起担任市长职务；其前任为邦雅曼·圣于勒先生，他是左翼联盟的一名成员，在2020年的市政选举中获得了78.50%的支持率。
| 热蒙历届市长   | 热蒙历届市长                       | 热蒙历届市长                            |
| 任期           | 市长                               | 党派                                    |
| -------------- | ---------------------------------- | --------------------------------------- |
| 1945年－1956年 | Désiré MATHEZ 代西雷·马泰兹        | SFIO工人国际法国支部                    |
| 1956年－1965年 | Claude LAPEYRE 克洛德·拉佩尔       | 不详                                    |
| 1965年－1971年 | Eugène TIMMERMANS 欧仁·蒂梅尔曼    | 不详                                    |
| 1971年－1982年 | Bernard LEBAS 贝尔纳·勒巴斯        | UDR共和国保卫联盟 →RPR保衛共和聯盟      |
| 1982年－1989年 | Jacques ROUSSELLE 雅克·鲁塞尔      | 不详                                    |
| 1989年－1995年 | Umberto BATTIST 安贝尔托·巴蒂斯特  | PS社会党                                |
| 1995年－2008年 | Christine MARIN 克里斯蒂娜·马兰    | RPR保衛共和聯盟 →UMP人民运动联盟        |
| 2008年－2022年 | Benjamin SAINT-HUILE 邦雅曼·圣于勒 | PS社会党 →DVG左翼无党派人士 →UG左翼联盟 |
| 2022年－       | Pascal ORI 帕斯卡·奥里             | DVG左翼无党派人士                       |

### 各级选举
| 热蒙历届投票选举结果 | 热蒙历届投票选举结果 | 热蒙历届投票选举结果 | 热蒙历届投票选举结果       | 热蒙历届投票选举结果           | 热蒙历届投票选举结果 | 热蒙历届投票选举结果           | 热蒙历届投票选举结果           | 热蒙历届投票选举结果 | 热蒙历届投票选举结果 |
| 选举项目             | 选举范围             | 选区单位             | 选区单位内的选举结果       | 选区单位内的选举结果           | 选区单位内的选举结果 | 选区单位内的选举结果           | 选区单位内的选举结果           | 选区单位内的选举结果 | 参考资料             |
| 选举项目             | 选举范围             | 选区单位             | 第一轮胜出者               | 第一轮胜出者                   | 支持率               | 第二轮胜出者                   | 第二轮胜出者                   | 支持率               | 参考资料             |
| -------------------- | -------------------- | -------------------- | -------------------------- | ------------------------------ | -------------------- | ------------------------------ | ------------------------------ | -------------------- | -------------------- |
| 2017年法國總統選舉   | 法國                 | 市镇                 |                            | 玛丽娜·勒庞                    | 34.55%               |                                | 玛丽娜·勒庞                    | 52.59%               | [ 25 ]               |
| 2017年法国立法选举   | 诺尔省第三选区       | 市镇                 |                            | 西尔薇·戈丹                    | 27.14%               |                                | 西尔薇·戈丹                    | 53.42%               | [ 25 ]               |
| 2019年欧洲议会选举   | 法國                 | 市镇                 |                            | 若尔丹·巴尔代拉                | 40.82%               | （不适用）                     | （不适用）                     | （不适用）           | [ 27 ]               |
| 2021年法国省级选举   |                      | 县                   |                            | 尼古拉·勒布朗 玛丽-波勒·鲁塞尔 | 34.8%                |                                | 尼古拉·勒布朗 玛丽-波勒·鲁塞尔 | 64.23%               | [ 28 ]               |
| 2021年法国省级选举   | 市镇                 |                      | 让-克洛德·博韦 尚塔尔·马约 | 27.97%                         |                      | 尼古拉·勒布朗 玛丽-波勒·鲁塞尔 | 64.77%                         |                      | [ 28 ]               |
| 2021年法国大区选举   | 上法蘭西大區         | 市镇                 |                            | 卡里马·代利                    | 35.79%               |                                | 卡里马·代利                    | 40.46%               | [ 29 ]               |
| 2022年法国总统选举   | 法國                 | 市镇                 |                            | 玛丽娜·勒庞                    | 40.13%               |                                | 玛丽娜·勒庞                    | 60.13%               | [ 25 ]               |
| 2022年法国立法选举   | 诺尔省第三选区       | 市镇                 |                            | 邦雅曼·圣于勒                  | 47.75%               |                                | 邦雅曼·圣于勒                  | 64.07%               | [ 25 ]               |

## 人口
2021年，热蒙市镇人口数量为10,342，在法国排名第978位。其中男性4,963人，女性5,484人，75岁及以上人口占6.5%，外籍人口数量不详，人口密度为1,013人/平方公里，当地居民被称为（男性）或（女性）。2022年，热蒙境内出生105人，死亡人口104人。
| 热蒙1901年－2021年人口变化情况 |
|                                |
| 数据来源：Cassini、INSEE       |

## 经济

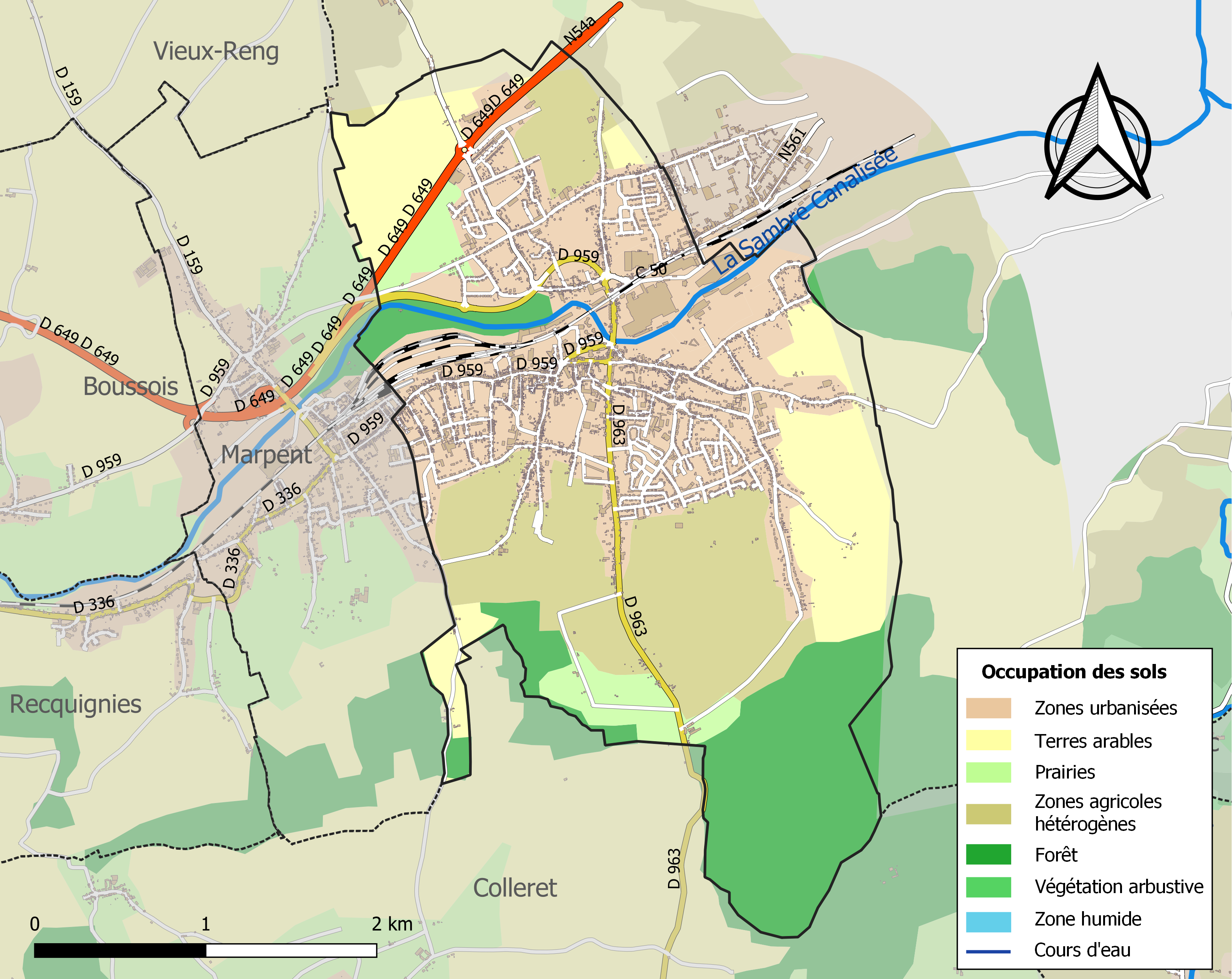
热蒙土地利用情况地图

截至2024年3月，热蒙市镇范围内共有各类用人单位（包含自雇）649家，平均历史为16年，其中98.79%为中小型企业（PME），2024年1月至3月间，当地的经济活力指数为0.31%。（零售）、（金属构建制造）及（副食品销售）是当地2021年营业额最高的三个企业，分别为26,973,888欧元、1,189,451欧元和1,101,083欧元。

## 财政与居民收入
2022年，热蒙的财政收入总额为12,885,000欧元，财政支出总额为12,015,700欧元，当年的债务总额为11,003,700欧元。2022年，热蒙市镇通过增值税获得513,300欧元的收入，此外当地还共获得了1,241,030欧元的国家直接财政补助。
| 热蒙居民收入情况                                 | 热蒙居民收入情况 | 热蒙居民收入情况      | 热蒙居民收入情况 |
| 内容                                             | 热蒙             | 法国                  | 统计年份         |
| ------------------------------------------------ | ---------------- | --------------------- | ---------------- |
| 征税家庭总数                                     | 4,076            | 1,081（法国市镇平均） | 2022年           |
| 居民平均月收入                                   | 1,967欧元        | 2,435欧元             | 2022年           |
| 高级职员人均月收入                               | 3,286欧元        | 4,331欧元             | 2021年           |
| 中级职员人均月收入                               | 2,315欧元        | 2,470欧元             | 2021年           |
| 普通职员人均月收入                               | 1,642欧元        | 1,801欧元             | 2021年           |
| 贫困率                                           | 35%              | 14.5%                 | 2020年           |
| 青壮年（15至64岁）失业率                         | 29.3%            | 7.4%                  | 2020年           |
| 征税家庭数量占比                                 | 26.3%            | 45.5%                 | 2020年           |
| 家庭年均纳税                                     | 1,868欧元        | 4,393欧元             | 2022年           |
| 资料来源：INSEE、L'Internaute、Le Journal du Net |                  |                       |                  |

## 社会事务

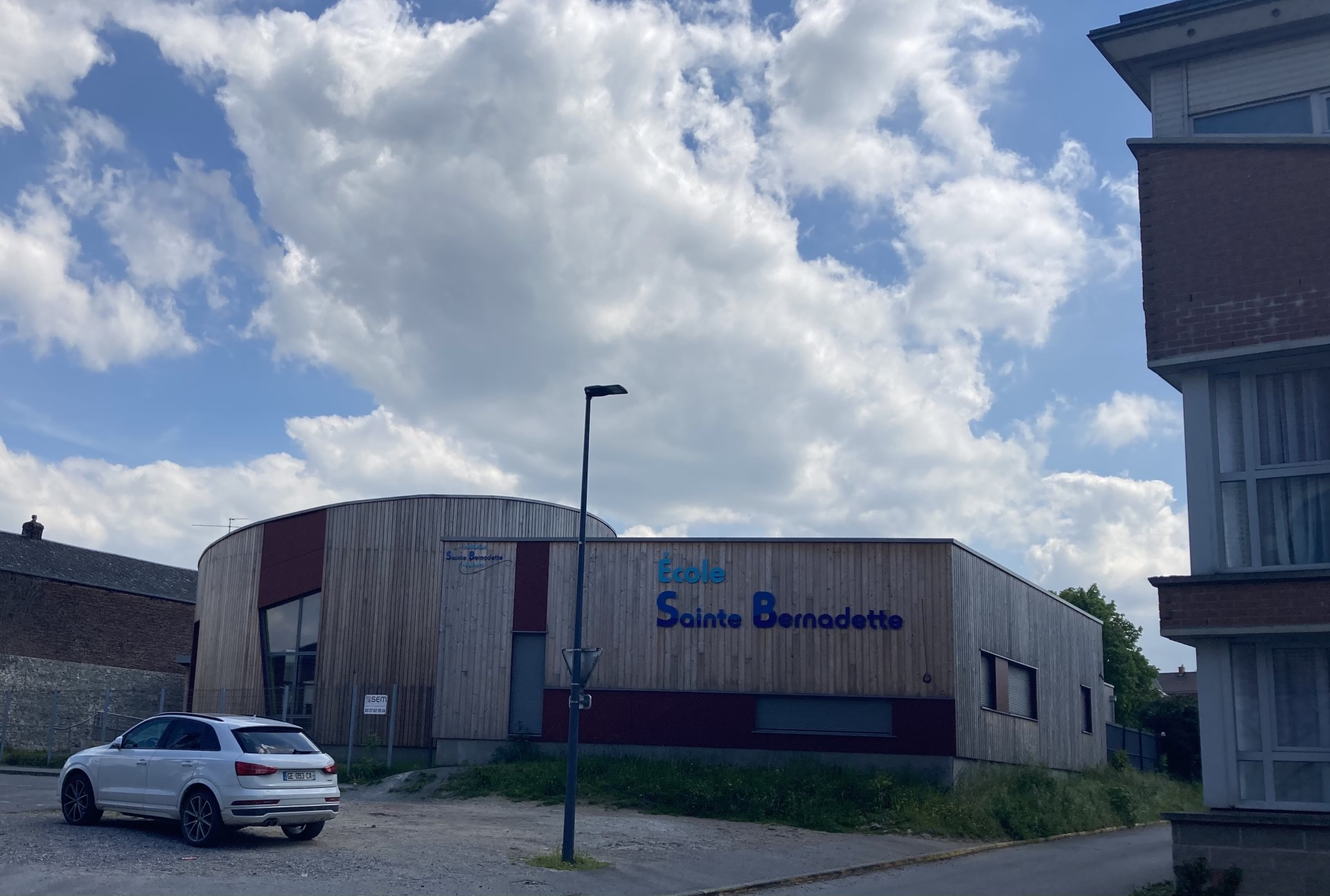
热蒙的一所学校

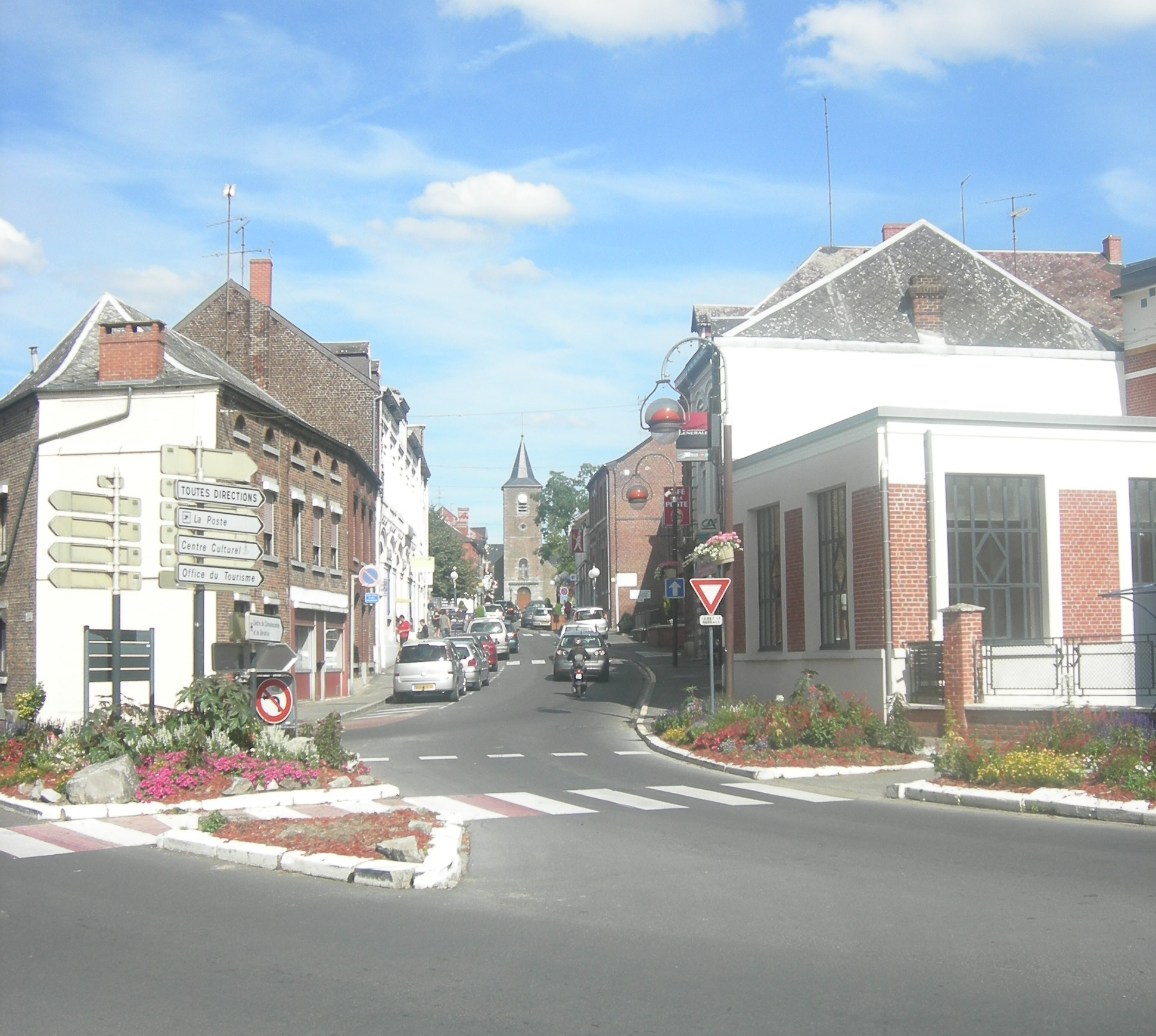
莱西讷街口

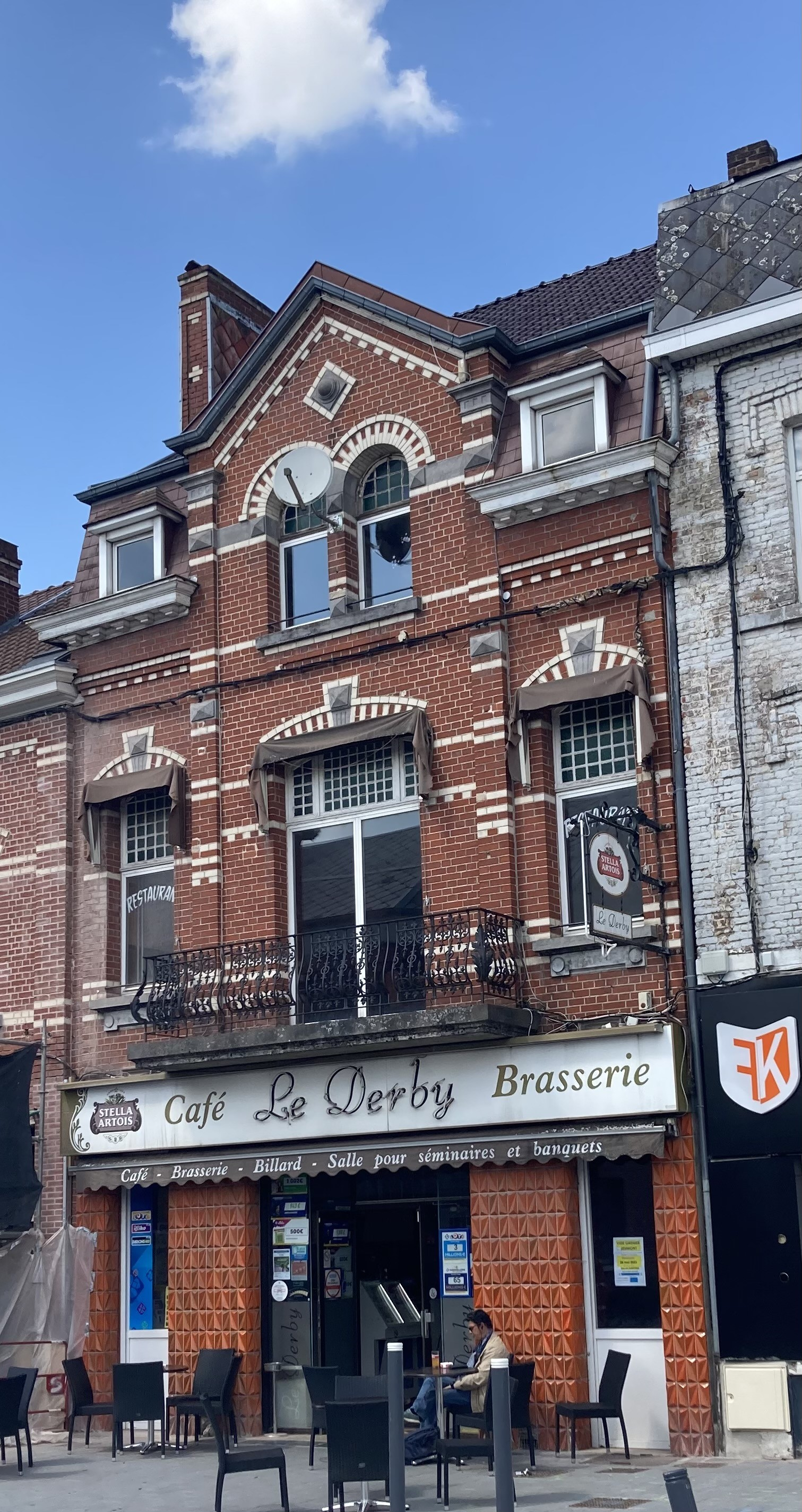
德比咖啡厅

### 教育
热蒙属于里尔学区。截至2021年1月1日，热蒙境内共有4所幼儿园、4所小学、3所初级中学和2所职业高中。2021至2022学年度，热蒙境内共有在校中等教育阶段学生983名。

### 医疗
截至2021年1月1日，热蒙境内共有全科医生10名、保健师14名和护士13名。境内共有药房3家、养老院2家、残疾人帮扶中心2家。
距离热蒙最近的区域性医疗机构为莫伯日中心医院（Centre Hospitalier de Maubeuge），其主病区桑布尔-阿韦努瓦医院（Hôpital Sambre - Avesnois）位于莫伯日市区东部，距离热蒙市区的正常车程大约10分钟，该院设有床位413个。

### 住房
2020年，热蒙境内共有各类住房4,657套，其中71.9%为独立式住宅，27.9%为集中式住宅。常住房屋占热蒙市镇范围内居民建筑总量的93.3%。
在住房保障政策方面，2022年，热蒙境内共有1,558户家庭获得了住房经济补助，受益人数占总人口数量的15.1%，其中1,482份为房租补助。

### 商业
2021年，热蒙境内共有各类实体商铺99家，其中餐厅9家、大型超市3家、杂货店4家、面包房2家、肉铺1家、书店2家、银行门店5家、美容美发店13家、汽车维修店10家。热蒙境内建有家乐福、Intermarché、Lidl等购物超市。

### 体育
2021年，热蒙境内共有1家游泳池、3间体育馆、1处马术场、3处足球或橄榄球场以及1处篮球或排球场。
截至2024年3月，热蒙境内共有四家注册足球俱乐部。热蒙体育会（US Jeumont，编号500485）是当地的代表性足球队，成立于1949年，其主队2023至2024赛季参加诺尔省足球联赛乙组（法国第十级别），其主场为代西雷·马泰兹球场（Stade Désiré Mathez）。

### 环境
热蒙的环境事务由其所属的莫伯日-桑布尔河谷城市圈公共社区联合各级政府协调负责。2021年，热蒙境内共有4家污染企业。

### 治安
2021年，热蒙市镇范围内共有1处派出所。
热蒙及其附近的共19个市镇是莫伯日警区（zone police de Maubeuge）的管辖范围。2020年，该警区累计记录各类案件5,566起，其中盗窃类案件2,594起，经济类案件485起，毒品交易类案件432起。

## 文化

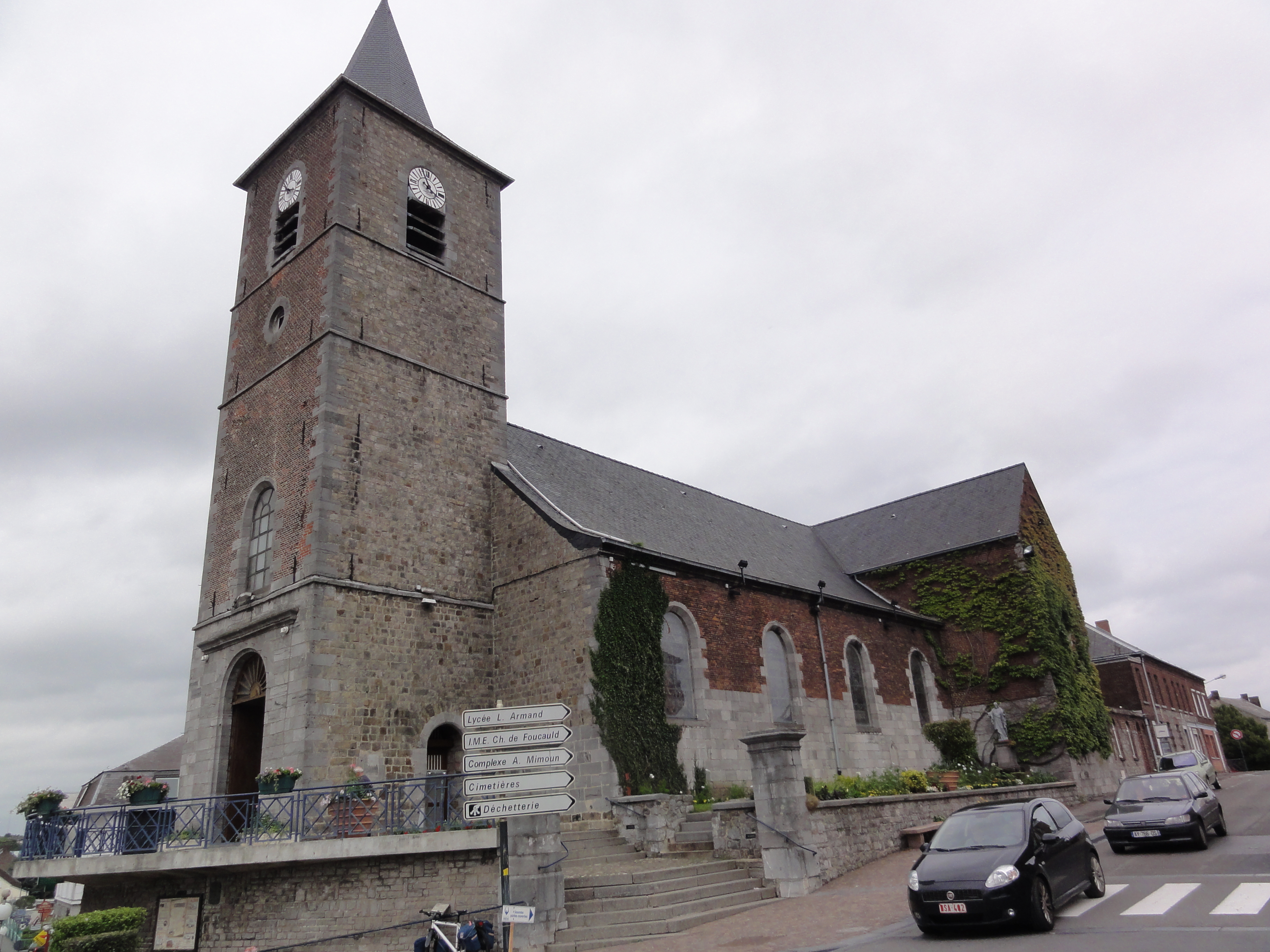
圣马丁教堂

2021年，热蒙境内共有2家剧场和1家电影院。热蒙境内建有多媒体中心（Médiathèque），每周二、三、五、六向公众开放。

### 建筑
热蒙境内的大部分建筑建于20世纪以后，位于镇中心的圣马丁教堂是当地的地标性建筑物。

### 旅游
热蒙的旅游事务由其所属的莫伯日-桑布尔河谷城市圈公共社区联合各级政府协调负责。2023年，热蒙境内暂无任何游客接待设施。

### 媒体
法国主要的媒体均可在热蒙接收，法国电视三台下属的上法兰西大区频道在部分时段播出热蒙所在诺尔省的地方新闻。《北部之声》、蓝色法兰西北部广播、Canal FM等是当地主要的地方性媒体，此外当地还可接收比利时Tipik广播的信号。

## 相关人物
法国社会学家爱德华·贝尔特、建筑师让·帕图及比利时政治家费尔南·代尔莫特出生于热蒙。

## 友好城市
截至2024年3月，热蒙共与两座城市建立了友好城市关系：
- 德国 瓦登 Lockweiler街区
- 比利时 艾克利內